# Serbische Volleyballnationalmannschaft der Männer
Die serbische Volleyballnationalmannschaft der Männer ist eine Auswahl der besten serbischen Spieler, die den serbischen Volleyballverband (Odbojkaški Savez Srbije) bei internationalen Turnieren und Länderspielen vertritt. Sie ist der Nachfolger der jugoslawischen Nationalmannschaft, die bis 1993 spielte, und der serbisch-montenegrinischen Nationalmannschaft, die von 1993 bis 2003 die Bundesrepublik Jugoslawien und anschließend von 2003 bis 2006 Serbien und Montenegro vertrat. Seit 2016 hat Kosovo eine eigenständige Nationalmannschaft.

## Geschichte

### Weltmeisterschaften
Bei ihrer ersten Teilnahme an einer Weltmeisterschaft nach der Selbstständigkeit gewannen die Serben 2010 das Spiel um den dritten Platz gegen Italien. 2014 schieden sie in der zweiten Gruppenphase aus und wurden Neunter. Bei der WM 2018 unterlagen sie im Spiel um den dritten Platz gegen die USA. 2022 scheiterte Serbien im Achtelfinale.

### Olympische Spiele

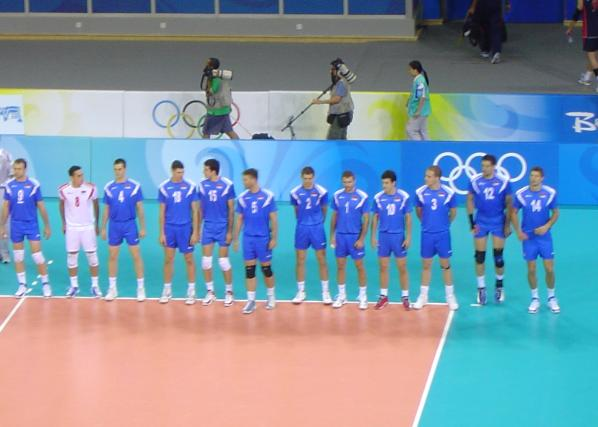
Serbien bei den Olympischen Spielen 2008

2008 in Peking nahm Serbien erstmals eigenständig am olympischen Turnier teil und schied im Viertelfinale gegen die USA aus. 2012 in London kam das Aus schon in der Vorrunde. 2016 waren die Serben nicht dabei. Auch in der Qualifikation 2020 setzten sie sich nicht durch. Bei den Spielen von Paris 2024 konnte sich Serbien wieder qualifizieren und schied in der Vorrunde aus.

### Europameisterschaften
Bei der EM 2007 nahmen die Serben erstmals nach der Selbstständigkeit teil und wurden mit einem Sieg gegen Finnland Dritter. 2009 kamen sie auf den fünften Platz. 2011 gewannen sie mit einem Finalsieg gegen Italien erstmals den Titel. Zwei Jahre später kamen sie wieder auf den dritten Rang. 2015 erzielten sie mit dem siebten Rang ihr bislang schlechtestes Ergebnis. Mit einem Sieg gegen Belgien sicherten sie sich 2017 wieder den dritten Platz. Beim Turnier 2019 wurden sie im Finale gegen Slowenien zum zweiten Mal Europameister. 2021 wurden sie Vierter.

### World Cup
Serbien kam beim World Cup 2011 auf den achten Platz.

### Nations League
In der Nations League 2018 erreichten die Serben die Finalrunde mit sechs Teams, in der sie beide Spiele verloren. Beim Turnier 2019 wurden sie Elfter.

### Weltliga

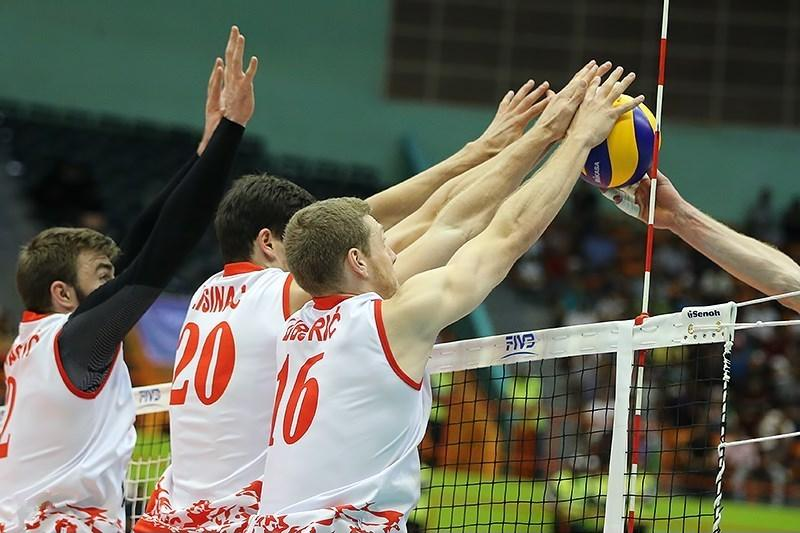
Spiel in der Weltliga 2016 gegen Italien

In der Weltliga kamen die Serben 2007 nicht über den neunten Platz hinaus. 2008 unterlagen sie hingegen erst im Finale gegen die USA. Im folgenden Jahr verloren sie das Endspiel gegen Brasilien. 2010 kamen sie auf den dritten Rang. Anschließend wurden sie dreimal Neunter und einmal Siebter. 2015 standen sie wieder im Finale und mussten sich Frankreich geschlagen geben. Ein Jahr später gewannen sie gegen Brasilien den Titel. Bei der letzten Ausgabe des Wettbewerbs wurden sie 2017 Fünfter.